# 이해웅
이해웅(1998년 11월 20일 ~ )은 대한민국의 축구 선수이며 포지션은 미드필더이다.

## 선수 생활
이해웅은 2017년 대구 FC에 입단하며 프로 무대에 입문하였으며, 전남 드래곤즈와의 시즌 마지막 경기에 교체로 출전하며 프로 데뷔전을 치렀다.

## 그 외
아버지는 현재 대전 시티즌의 2군 감독인 이기범 감독이며, 신갈고등학교 감독 재임 시절인 2016년 신갈고등학교 축구부에 입단하며 부자지간이 한 팀에서 활동하기도 하였었다.